# Scyliorhinus canicula
Il gattuccio (Scyliorhinus canicula Linnaeus, 1758) è uno squalo appartenente alla famiglia Scyliorhinidae.

## Distribuzione e habitat
È lo squalo più diffuso nel Mar Mediterraneo (dall'Adriatico allo Stretto di Gibilterra, nonché nel Mar Egeo) e si trova anche lungo le coste atlantiche orientali, dalla Guinea fino al Mare del Nord e al Mar Baltico, lungo le coste scandinave. Si segnala la sua presenza anche nel Mar Nero, benché in Crimea non si peschi un gattuccio dal 1937.
Abita fondali sassosi, sabbiosi e corallini, specie se ricchi di gorgonie (Paramuricea clavata o Eunicella cavolinii, sui rami delle quali depone le uova). Frequenta acque basse e medio-profonde, essendo riscontrabile la sua presenza da 10 a 400 metri di profondità.

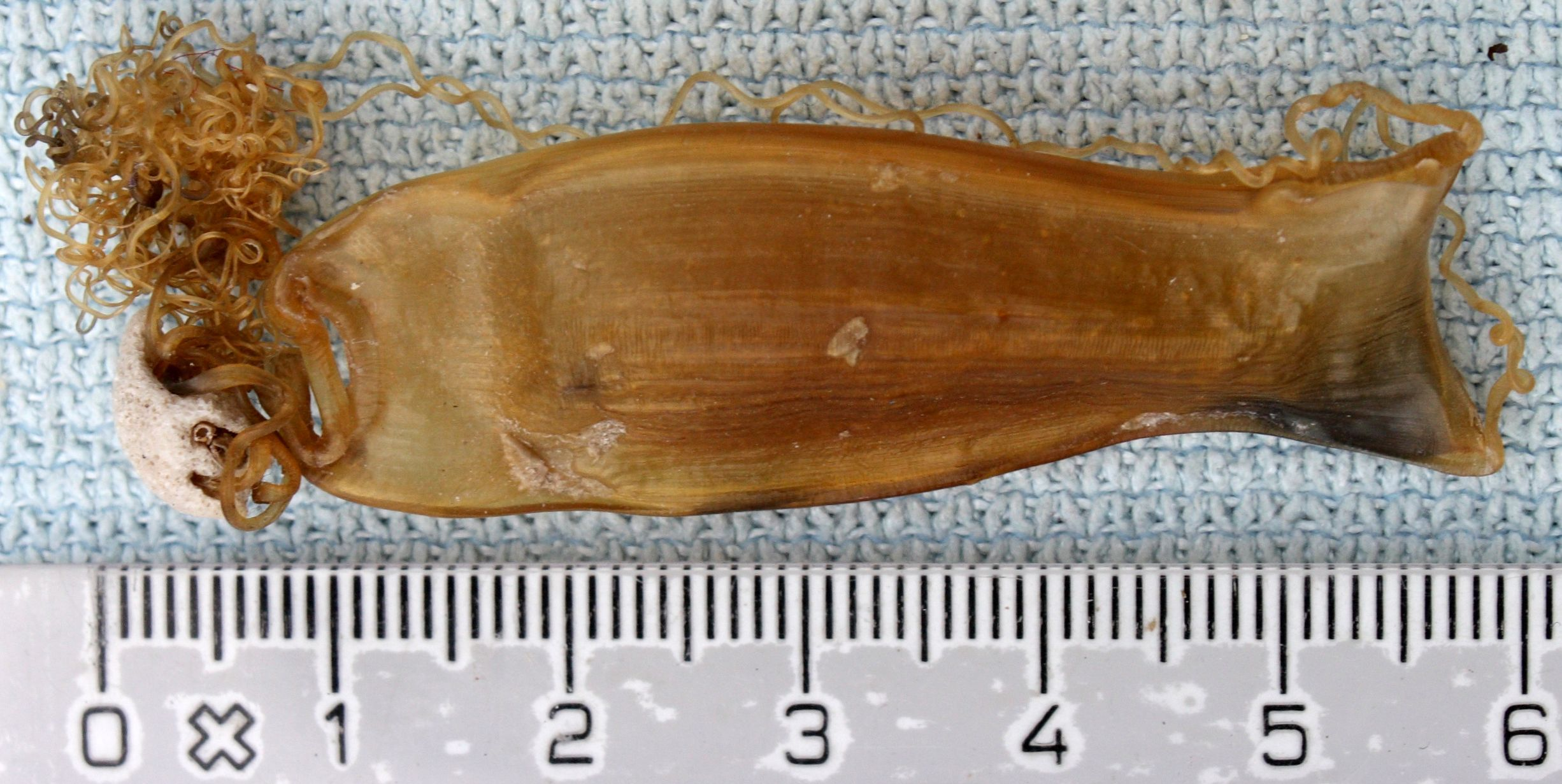
Uovo

## Descrizione
Il corpo è allungato e poco compresso ai lati, con testa appuntita, occhi dal taglio allungato e lungo peduncolo caudale. Le pinne dorsali (pressoché uguali) sono arretrate, la prima è dietro la ventrale, la seconda dietro l'anale; la coda è formata da due lobi, quello superiore più sviluppato dell'inferiore. Difficilmente raggiunge lunghezze superiori a 100 cm. Presenta 5 fessure branchiali laterali.
La livrea è simile a quella di S. stellaris, con fondo beige puntinato di bruno e giallastro, ma presenta macchie più fitte e minute.

## Riproduzione
È una specie ovipara: la femmina, dopo essere stata fecondata, depone tra i rami delle gorgonie alcuni astucci ovarici dalla forma tipica (i borsellini della sirena) dove l'embrione si sviluppa autonomamente.

## Alimentazione
Si nutre di polpi, crostacei, molluschi e vermi policheti, che caccia nei fondali, ma non disdegna piccoli pesci.

## Pesca
È una specie ampiamente pescata e commercializzata in tutta Europa; in Italia è apprezzata soprattutto lungo le coste adriatiche (a Bari è chiamato "gattodde" mentre nel Veneziano "cagnol") e in Sardegna, dove nel sud è utilizzata per preparare il tradizionale antipasto "burrida". Si pesca con le reti da posta, reti a strascico e con i palamiti.

### Caratteri nutrizionali
- Proteine: 25 g
- Grassi: 0,81 g
- Calorie: 106 kcal

(per 100 g di prodotto)

## Sottospecie
Alcuni biologi sono convinti dell'esistenza di una sottospecie, Scyliorhinus canicula albomaculata, forti della classificazione ad opera di Pietschmann nel 1906. Tuttavia oggi questa sottospecie non è ancor riconosciuta dal mondo accademico.

## Acquariofilia
Il gattuccio è spesso ospite di acquari pubblici, ma anche di grosse vasche marine presso i negozi di acquariofilia e allevatori privati appassionati.